# Timochreon doria
Timochreon doria är en fjärilsart som beskrevs av Carl Plötz 1884. Timochreon doria ingår i släktet Timochreon och familjen tjockhuvuden. Inga underarter finns listade i Catalogue of Life.